# William A. Massey

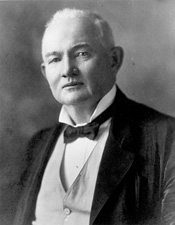
William A. Massey

William Alexander Massey (* 7. Oktober 1856 in Oakfield, Trumbull County, Ohio; † 5. März 1914 bei Litchfield, Nevada) war ein US-amerikanischer Politiker der Republikanischen Partei, der den Bundesstaat Nevada im US-Senat vertrat.

## Leben
William Massey war noch keine zehn Jahre alt, als er 1865 mit seinen Eltern Ohio verließ. Die Familie siedelte sich im Edgar County in Illinois an, wo der Junge die öffentlichen Schulen besuchte. Später setzte er seine Ausbildung in Indiana auf dem Union Christian College in Merom sowie der Asbury University in Greencastle fort. Er studierte die Rechtswissenschaften, wurde 1877 in die Anwaltskammer aufgenommen und begann in Sullivan als Jurist zu praktizieren. 1886 zog er nach San Diego in Kalifornien, ehe er sich im folgenden Jahr in Nevada niederließ. Er schürfte dort nach Bodenschätzen und betätigte sich im Bergbau, ehe er seine juristische Fähigkeit in Elko fortsetzte.

## Öffentliche Ämter
Von 1892 bis 1894 übte Massey sein erstes politisches Mandat als Abgeordneter in der Nevada Assembly aus. Zwischen 1894 und 1896 fungierte er als Distriktstaatsanwalt; ab 1896 war er Richter am Supreme Court of Nevada. Von diesem Posten trat er 1902 zurück. Nachdem er in der Folge wieder einige Jahre wieder als Rechtsanwalt in Reno gearbeitet hatte, wurde William Massey am 1. Juli 1912 von Gouverneur Tasker Oddie zum Nachfolger des verstorbenen US-Senators George S. Nixon ernannt.
Massey übernahm im Senat den Vorsitz des Bergbauausschusses. Er verblieb jedoch nur bis zum 29. Januar 1913 im Kongress, da er die Nachwahl gegen den Demokraten Key Pittman verlor. In der Folge war er wieder als Anwalt tätig; er verstarb im März 1914 während einer Zugfahrt in der Nähe des Ortes Litchfield und wurde in Reno beigesetzt.